# Muhlenbergia tenuifolia
Muhlenbergia tenuifolia är en gräsart som först beskrevs av Carl Sigismund Kunth, och fick sitt nu gällande namn av Carl Sigismund Kunth. Muhlenbergia tenuifolia ingår i släktet muhlygräs, och familjen gräs. Inga underarter finns listade i Catalogue of Life.